# Nissan Patrol
El Nissan Patrol es un automóvil todoterreno con tracción en las cuatro ruedas, producido por el fabricante japonés Nissan en Japón desde el año 1951 hasta la fecha. El Patrol se vende especialmente en los mercados de Australia, Nueva Zelanda, América Central, Sudamérica, Sudáfrica, Europa y el Oriente Medio. Su rival directo es el Toyota Land Cruiser.
El Patrol se fabrica en versiones de dos puertas, cinco puertas o pickup. Varias versiones del Patrol son muy usadas por varias agencias de las Naciones Unidas. El vehículo es reconocido por su potencia y durabilidad.

## Primera generación (1951 - 1960)
En septiembre de 1951 se introdujo el 4W60. El estilo general es similar al Jeep Willys. Los 4W60 utilizar el motor de 75 caballos de fuerza 3.7L Nissan NAK del autobús Nissan 290, pero con tracción parcial en las cuatro ruedas y una transmisión manual de cuatro velocidades. La parrilla tenía una insignia de acero prensado Nissan. Un vagón portador basado en el 4W70 estaba disponible. El 4W60 se reemplazó con el 4W61 en agosto de 1955.
El 4W61 se introdujo en agosto de 1955. El 4W61 era similar al 4W60 con la excepción de la parrilla (con algunas barras cromadas), un parabrisas de una sola pieza que se encuentra más atrás y plegada, embellecedores cromados en el capó, y los asientos de tamaño desigual (lado del pasajero es más amplio que el del conductor ). El otro gran cambio es el motor. El 4W61 estaba propulsado por el nuevo motor NB Nissan de 3.7 litros, produciendo 92 caballos de fuerza, y más tarde fue accionado por el motor de 105 caballos de fuerza Nissan NC de 4.0 litros. La insignia de la parrilla cromada y era rojo y decía "NISSAN". En octubre de 1958, el 4W61 se suspendió y se sustituyó por el 4W65.
En octubre de 1958 se introdujo el Patrol 4W65. El 4W65 era similar al 4W61 a excepción de la rejilla, que ya tenía todas las barras cromadas y guardabarros delanteros rediseñados y el capó. Una insignia "NISSAN" en la parrilla, y las insignias "Patrol" se añadieron a los lados de la capó. Un vagón de techo rígido de ocho plazas, la WG4W65, estaba disponible. El Patrol 4W66 de corta vida fue presentado en diciembre de 1959. El único cambio es que el 4W66 fue accionado por el motor P de 4.0 litros y 125 caballos de fuerza. El 4W66 se suspendió en junio de 1960.
4W70 Series
El Nissan 4W70 Carrier se introdujo en 1950 y se basó en el de Dodge M37. El 4W70 utiliza el chasis del M37, pero la transmisión y el motor del Patrol 4W60. La parrilla también era diferente y las defensas delanteras, al ser más estrecho. El 4W72 se introdujo en 1955 (la designación 4W71 se omitió) con cambios en el capó, la parrilla y los faros. La potencia aumentó a 105 HP gracias al nuevo motor Nissan NC. Modificaciones de nuevo a la campana, guardabarros y parrilla y un aumento de la potencia a 145 HP dieron origen al 4W73, introducido en 1959 y con el motor Nissan P.

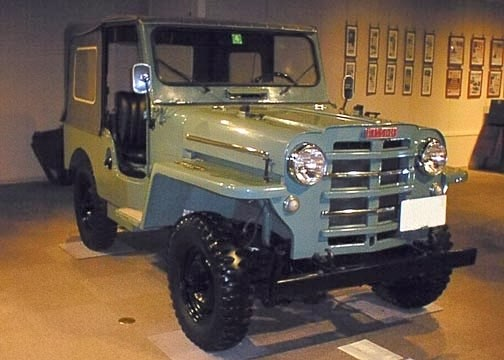

## Segunda generación (series 60; 1960 - 1980)

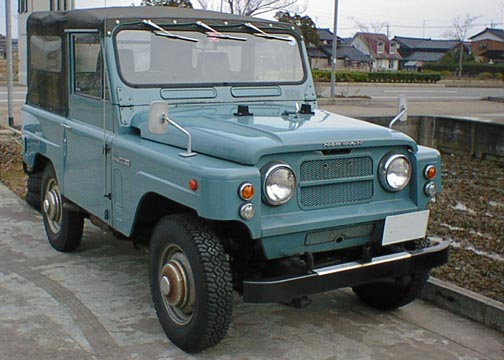
Nissan Patrol 60

Los primeros Nissan Patrol 60 carpados (dos puertas, distancia entre ejes de 2200 mm) y G60 (de dos puertas, distancia entre ejes de 2500 mm) fueron vendidos en Australia en 1960. los modelos de conductor a la izquierda L60/GL60 fueron vendidos fuera de Australia. La serie 60 ganó la atención como el primer vehículo en cruzar el Desierto de Simpson en Australia. 

En 1963, los KG60 y KGL60, unas versiones con techo duro, fueron introducidas.
Cabe recalcar que estos modelos fueron acogidos como patrimonio cultural en los municipios de Fómeque, Ubaque y Choachí del departamento de Cundinamarca en Colombia (así como lo es el Jeep Willys en el Eje cafetero), que fue su puerta de entrada al mercado colombiano. En estos municipios sus fanáticos los mantienen tanto originales, como otros modificados. En Fómeque, donde hay registrados 660 camperos de este tipo (2016), se realiza anualmente el "Encuentro Fómeque Nissan Récord" que busca reunir la mayor cantidad posible de los modelos Nissan Patrol G60 y G61 en el mismo lugar. En 2012 convocaron el impresionante número de 400 ejemplares perfectamente conservados por sus dueños, la mayoría personas menores de 30 años que han heredado el vehículos de sus padres y/o abuelos.

## Tercera generación (1980-1994)
En España se empezó a fabricar a principios de los años 80, empezando con el motor MD27 Perkins, de 4 cilindros. Posteriormente se sustituyó por el A428, que evolucionó hacia el A428T y el A428II, y se añadió el RD28 y el RD28T, complementando al SD33 y SD33T de 24 voltios ya en la familia. También hubo varias mecánicas de gasolina: La mecánica L28 de 2800 cc de 120 CV y la mecánical RB30S con un motor de 3000 cc y 136 CV.
En los años noventa, paralelo al modelo original, se lanzó el Patrol GR (que es el que se sigue fabricando actualmente), comenzando a ser vendido con el motor RD28T de 115 cv, siendo evolucionado al RD28Ti con turbo e intercooler de 130 cv hasta que fue sustituido a principios de esta década por el 3.0 DI, que es el motor actual, aunque evolucionado de la versión de 158 cv original. El Patrol, sin GR, se siguió fabricando en Barcelona hasta el año 2001, aunque ya con el motor TD27 del Nissan Terrano II.
En otros países hay más variedad de motores, como el TD42 diésel y el TB42 de gasolina.
En el año 2005 el Patrol GR perdió el apellido para seguir vendiéndose como Nissan Patrol.
El Nissan Patrol original se ofreció en carrocerías de tres y cinco puertas, largo y corto, techo bajo, techo alto y pick up, de dos, tres, cinco, siete y nueve plazas, con portón abatible o de doble hoja. Versiones especiales (Dakar, BS, Top Line, Top Green, Polaris, Canarias, Forest) y vehículos especiales militares. En España, hasta la llegada del Santana Aníbal, el Patrol era el vehículo declarado de necesaria uniformidad en el Ejército, en las versiones MC-4 (Militar corto 4 cilindros) y ML-6 (Militar largo 6 cilindros).
Dos series, 160 y 260, fueron fabricadas de Patrol, y GRY60, Y61 del Patrol GR. Las diferencias entre ellos son únicamente de diseño de carrocería y de interiores, siendo idénticos los chasis.

### 160 Series (MQ / MK) (1980–1989)
La serie 160 fue introducida en 1981 para sustituir a la serie 60. En Australia, se conocen oficialmente como la Patrol MQ. En 1981, los motores disponibles son el L28, P40 y SD33. Todos los modelos estaban disponibles con una transmisión manual de cuatro velocidades, aunque una transmisión automática de tres velocidades era opcional en los vehículos de larga distancia entre ejes equipados con el motor L28. La Patrol serie 160 viene con una caja de transferencia desplazada de dos velocidades, con una alta 1:1 y una baja.
Todos los modelos tenían suspensión por ballestas con amortiguador. Las mecánicas de 6 cilindros "SD33" contaban con un "peculiar" sistema eléctrico de 24 voltios de electricidad y dos baterías. Diferentes opciones de acabado y colores disponibles, con opciones que incluyen vinilo o moqueta y acabados interiores de color azul o marrón. La dirección asistida o el embrague hidráulico eran de serie en todas las versiones y el aire acondicionado era opcional en todas las versiones.
El diferencial delantero en todos los modelos fue C200. En Australia, el diferencial trasero de serie fue el H233. Algunas versiones ofrecieron diferenciales de deslizamiento limitado (LSD). Un modelo diferencial trasero de alta resistencia se utiliza en algunas camionetas y carros con motor P40. Este era el diferencial modelo H260. En los mercados europeos, donde se espera que el uso menos oneroso off-road, el trabajo ligero C200 diferencial trasero se ha instalado en algunos vehículos.
En 1983, se actualizó el modelo MQ (como una segunda serie). Estos son comúnmente conocidos como Patrol MK, sin embargo, esto no aparece en ninguna literatura Nissan en los manuales. Distribuidores de piezas de Nissan no reconocen estas iniciales tampoco. Actualizaciones incluidas frontal revisado con faros rectangulares y una suspensión delantera mejorada. La caja de cambios de cuatro velocidades fue revisado y quinta velocidad se añadió para la mayoría de los modelos. El cuatro velocidades se siguió utilizando en algunos países. Un techo alto ("Super Roof") para la versión de la camioneta fue añadida al mismo tiempo, que también fue cuando la opción turbodiesel SD33T fue puesto a disposición. Con 110 CV (81 kW), el turbodiesel puede llegar a 145 kmh (90 mph). 
El motor diésel SD33 aspiración natural también se actualiza en este momento. Las revisiones incluyen el uso de tres anillos de pistón en lugar de cinco, pistolas de lubricación del pistón y vuelta en el filtro de aceite en lugar de un tipo cartucho de papel. En Australia y en otras partes del mundo, las Patrol SD33 con motor también se revisaron a la electrónica estándar de 12 voltios. Para dar cabida a la potencia adicional del motor turbodiesel, estos modelos cuentan con un embrague más grande (270 frente a 240 mm) y mayores enfriador de aceite (cinco filas frente a tres) que tiene la versión de aspiración natural.

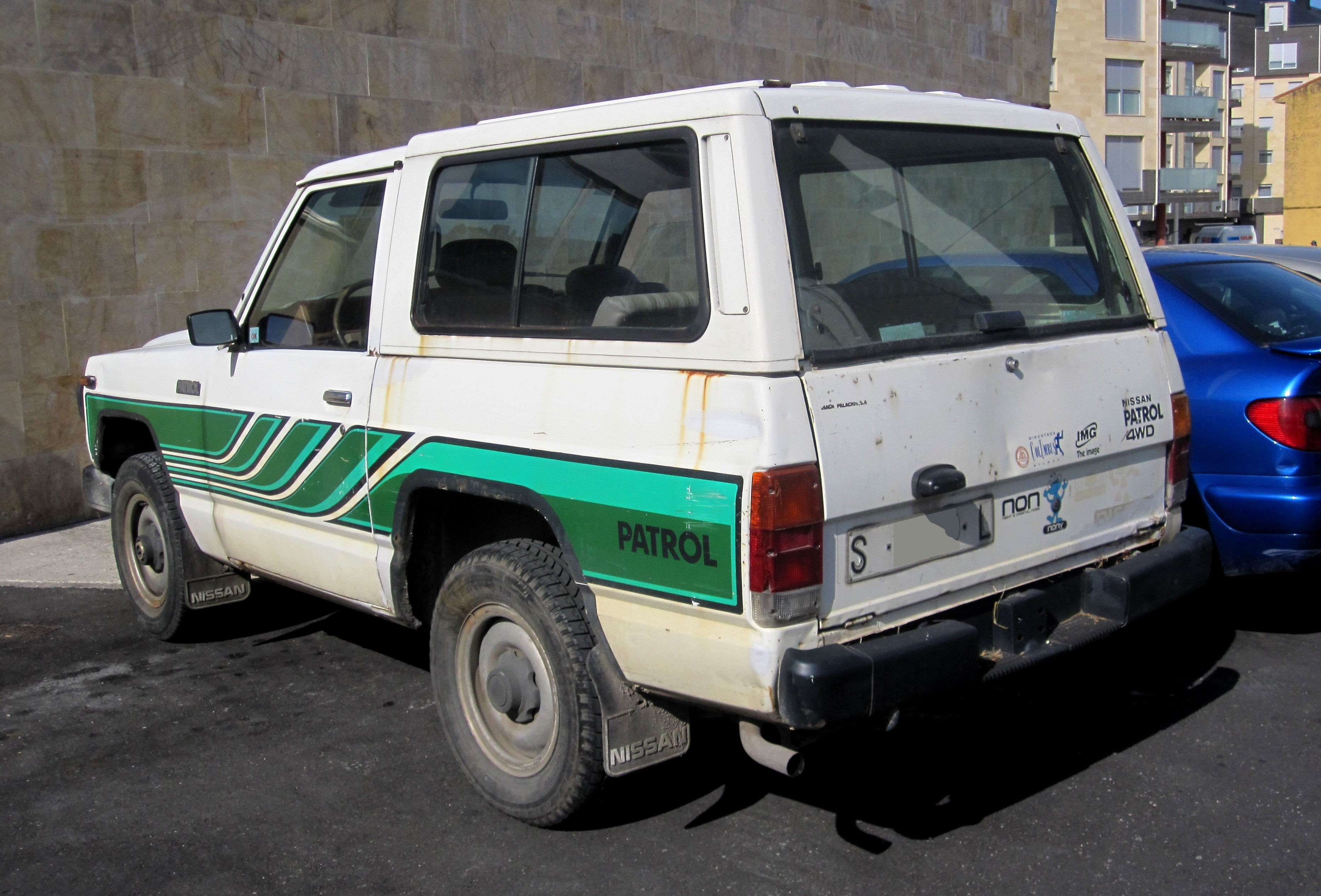
Nissan Patrol 160 Pre-restyling (1983)
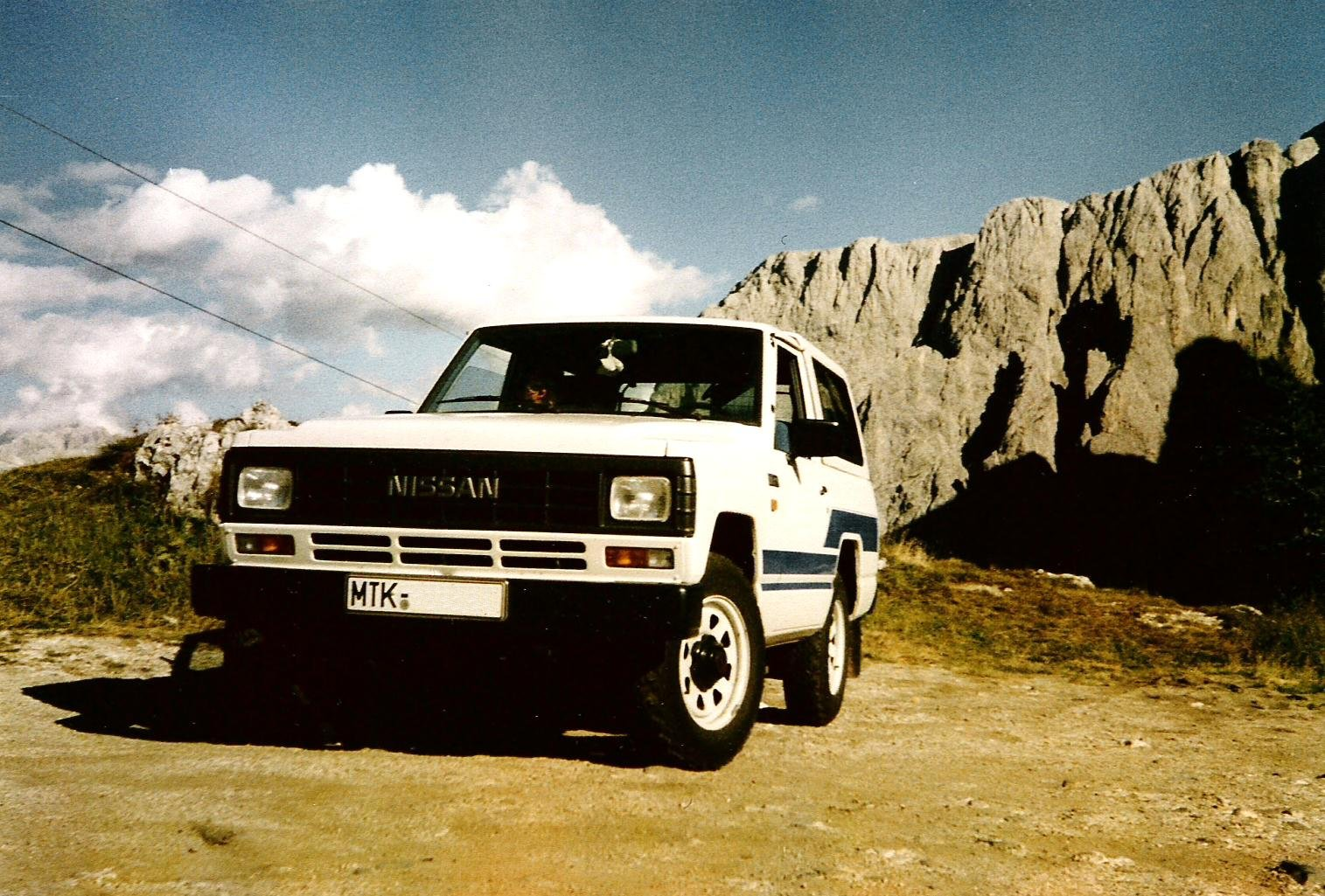
Nissan Patrol 160 Restyling (1984)
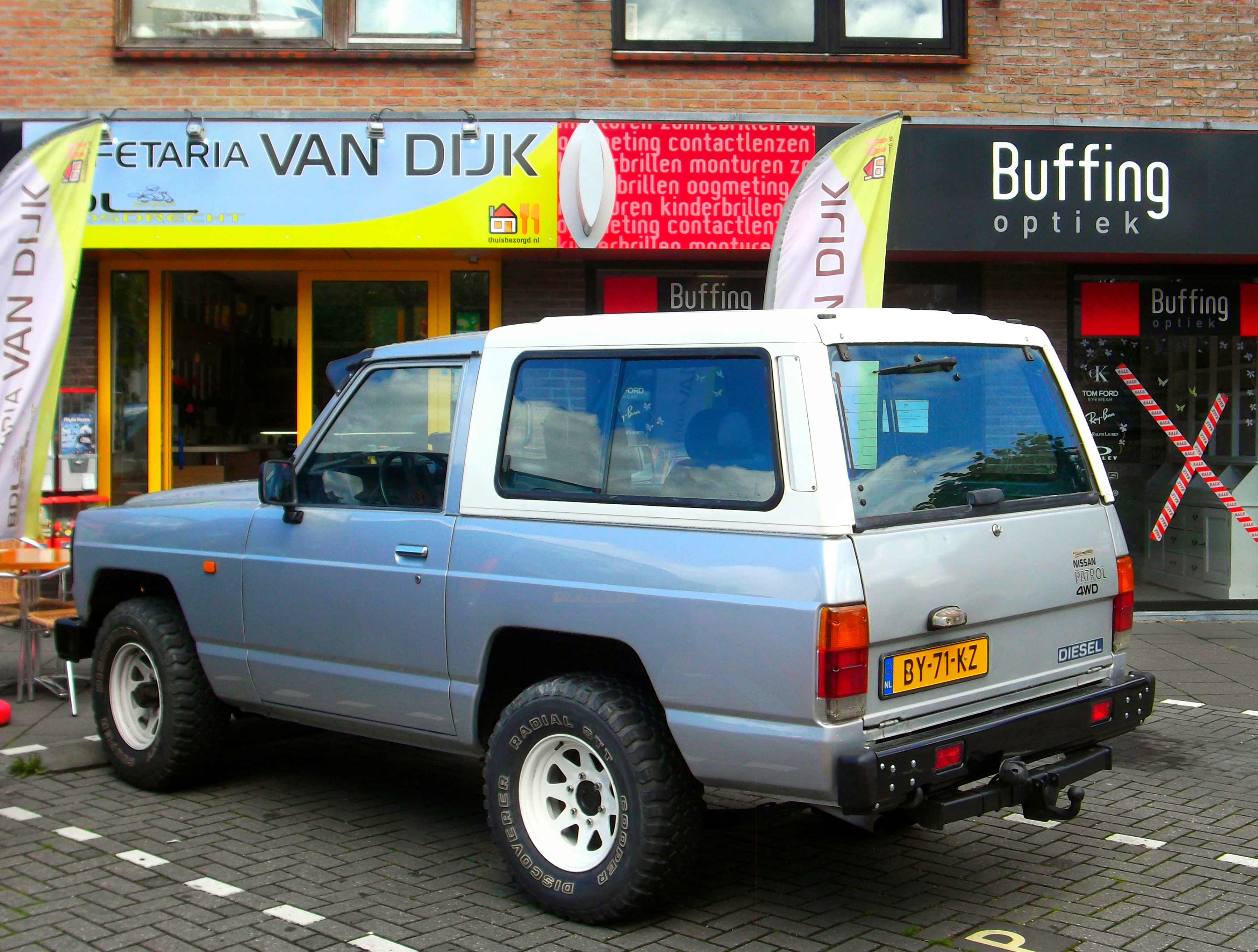
Nissan Patrol 160 Restyling (1984)
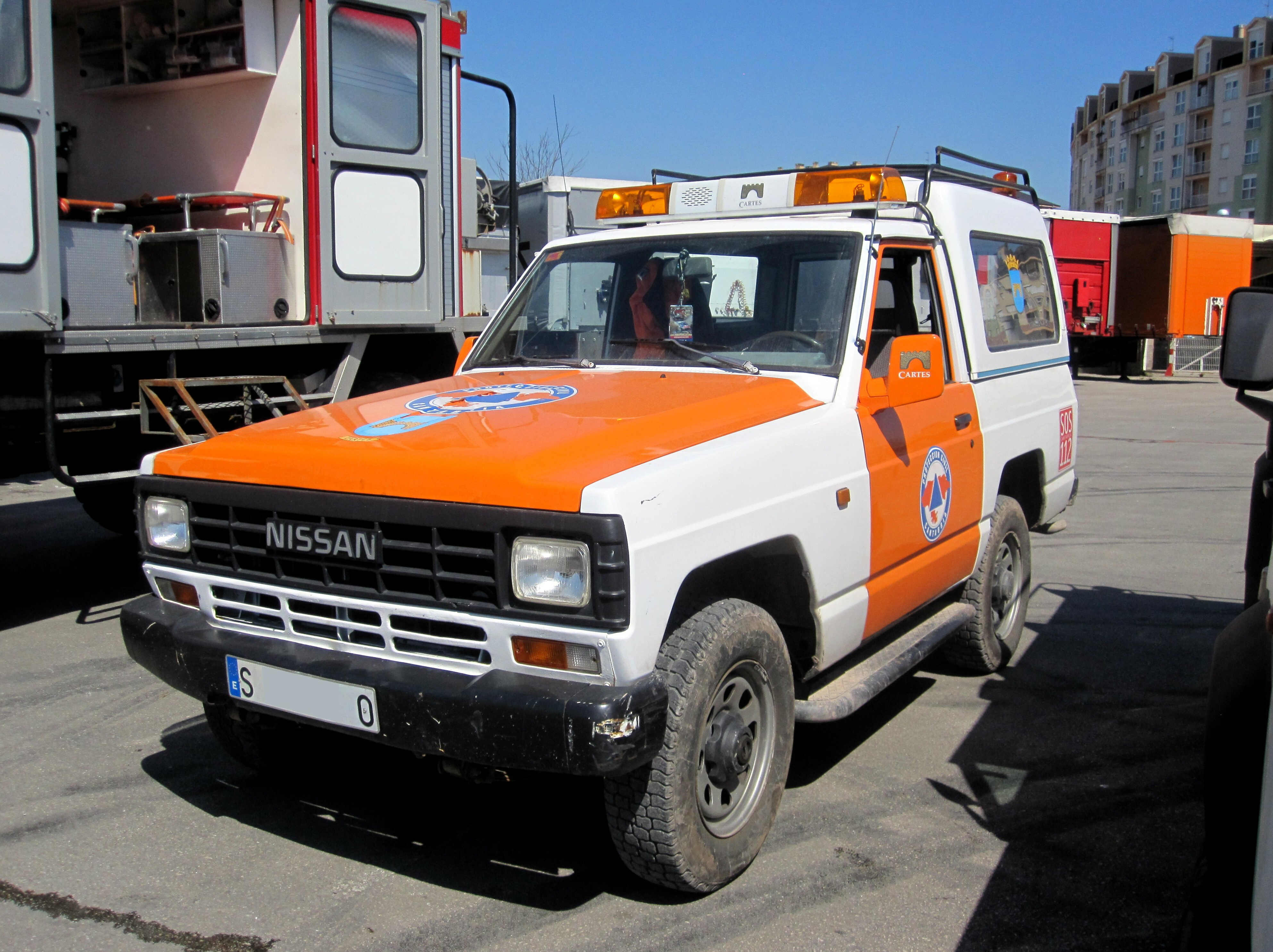
Nissan Patrol de Protección Civil
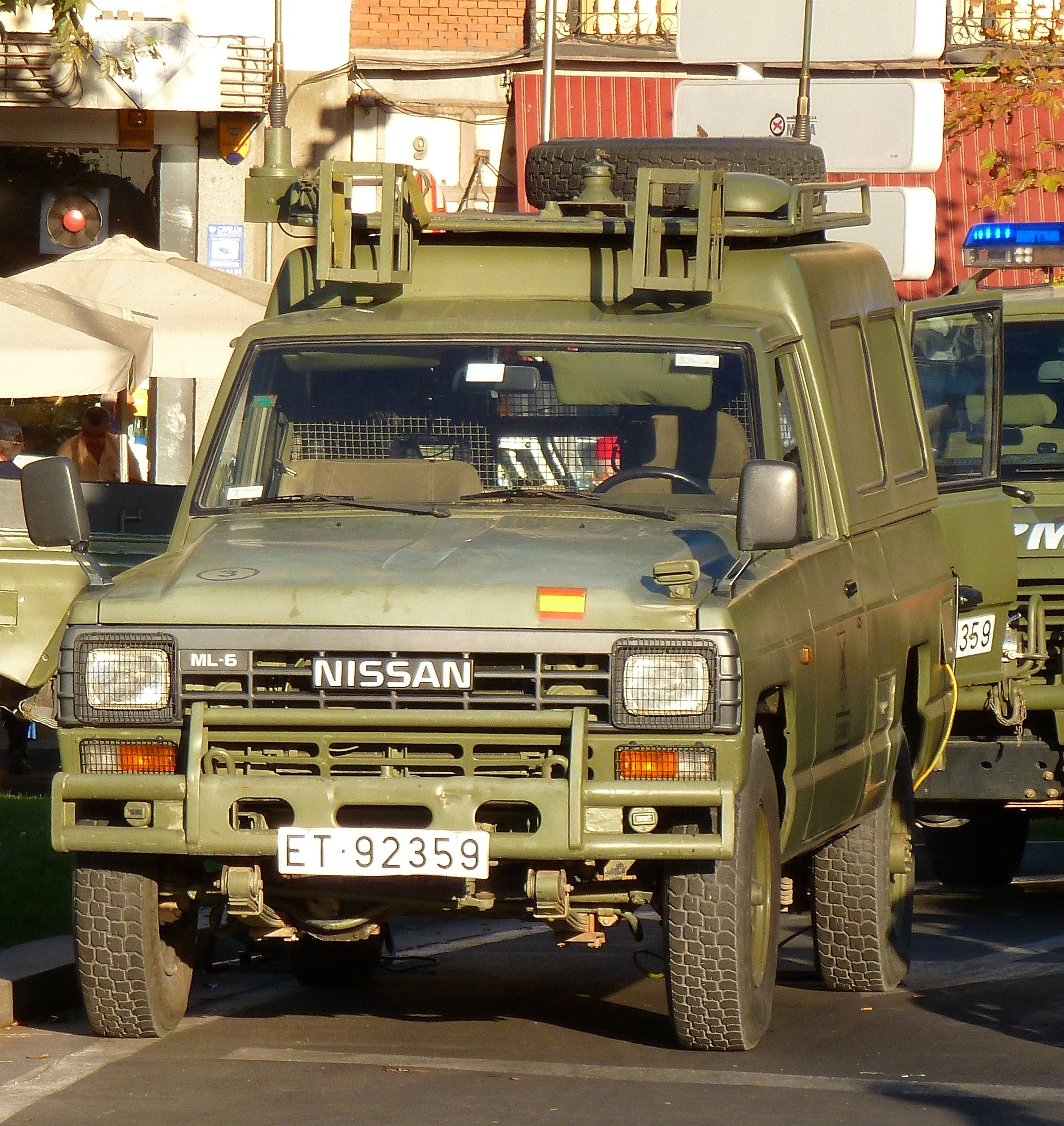
Nissan Patrol Militar

#### Motorizaciones
| Periodo                        | 1980-1988                                                                                       | 1980-1983               | 1983-1985              | 1985-1989             |                       | 1980-1989                                                             | 1984-1989             |       |
| Identificación del motor       | Nissan L28                                                                                      | Nissan P40              | Perkins MD27           | Ebro A4.28            | Ebro A4.28T           | Nissan SD33                                                           | Nissan SD33T          |       |
| Tipo de motor                  | L6 12v SOHC, carburación                                                                        | L6 12v OHV, carburación | L4 8v OHV              | L4 8v OHV             | L4 8v OHV, turbo      | L6 12v OHV                                                            | L6 12v OHV, turbo     |       |
| Diámetro x carrera             | 86.0 mm × 79.0 mm                                                                               | 85.7 mm × 114.3 mm      | 92.0 mm × 101.6 mm     | 94.0 mm × 101.6 mm    | 94.0 mm × 101.6 mm    | 83.0 mm × 100.0 mm                                                    | 83.0 mm × 100.0 mm    |       |
| Cilindrada                     | 2753 cm³                                                                                        | 3956 cm³                | 2702 cm³               | 2821 cm³              | 2821 cm³              | 3246 cm³                                                              | 3246 cm³              |       |
| Relación de compresión         | 8.6: 1                                                                                          | 7.6: 1                  | 21.0: 1                | 20.5: 1               | -                     | 20.8: 1                                                               | 21.6: 1               |       |
| Potencia máxima: CV (kW) @ rpm | 120 CV (88 kW) @ 4800                                                                           | 130 CV (95.5 kW) @ 3600 | 70 CV (51.5 kW) @ 3600 | 76 CV (56 kW) @ 3800  | 95 CV (70 kW)         | 95 CV (70 kW) @ 3600                                                  | 110 CV (81 kW) @ 4000 |       |
| Par máximo: Nm @ rpm           | 201 Nm @ 3200                                                                                   | 294 Nm @ 2600           | 152 Nm @ 2000          | 170 Nm @ 2000         | -                     | 216 Nm @ 1800                                                         | 255 Nm @ 2000         |       |
| Tracción                       | Total                                                                                           | Total                   | Total                  | Total                 | Total                 | Total                                                                 | Total                 | Total |
| Transmisión                    | (Hasta 1987) Manual, 4 velocidades (Desde 1987) Manual, 5 velocidades Automática, 3 velocidades | Manual, 4 velocidades   | Manual, 5 velocidades  | Manual, 5 velocidades | Manual, 5 velocidades | (Hasta 1983) Manual, 4 velocidades (Desde 1983) Manual, 5 velocidades | Manual, 5 velocidades |       |
| Peso                           | 1732-1828 kg                                                                                    | -                       | 1700 kg                | 1790 kg               | -                     | 1922-1995 kg                                                          | 2010 kg               |       |
| Velocidad máxima               | 150 km/h                                                                                        | 145 km/h                | -                      | 126 km/h              | -                     | 115-135 km/h                                                          | 145 km/h              |       |
| Consumo combinado (L/100 km)   | 16.3                                                                                            | -                       | -                      | 9.6                   | -                     | 12.2                                                                  | 12.5                  |       |

### 260 Series (1989–1994)
La serie 260 es una evolución del 160 de fabricación española, y mejorada estéticamente respecto de la anterior principalmente en la calandra delantera y faros (incorporan la luz de posición dentro del faro), indicadores de dirección / pilotos intermitentes delanteros (integrados en la parte superior junto a los faros), conjuntos ópticos traseros de nuevo diseño con lentes oscurecidas, modificación del portón trasero con introducción de franja central con el logo "NISSAN" e incorporación del lavaluneta trasero integrado (se elimina de su ubicación en la luneta trasera), gama de colores de carrocería ampliada y modificación de los interiores (se prescinde del interior color azul y marrón beige de las anteriores ediciones por un único interior en color gris) así como se incorporan 3 nuevas tapicerías (una de vinilo gris y dos de tela), se modifica el sistema de suspensión y dirección, se modifica y amplia la gama de accesorios y se introducen 2 nuevas mecánicas diésel (la serie RD28 de 6 cilindros) que sustituyeron definitivamente a la serie SD33 y una de gasolina (serie RB30 de 6 cilindros) que sustituyó a la anterior L28.
Existían 3 niveles de equipamiento (industrial o Merca, estándar y acabado lujo) destacando la versión o acabado de lujo "TOP LINE" que incorporaba de serie elevalunas eléctricos y cierre centralizado (delanteros o a las 4 puertas en el caso de la carrocería wagon), tacómetro / cuentarevoluciones, aire acondicionado de serie (delantero y trasero en las versiones de carrocería larga y 5 puertas), conjunto inclinómetro / indicador de pendiente, faros de largo alcance integrados en una protección sobre el paragolpes, tapicería de tela exclusiva en asientos y guarnecidos laterales, llantas y neumáticos más anchos en opción, sistema de lavafaros con escobilla y adhesivos específicos en la carrocería, cubos delanteros de accionamiento del 4x4 automáticos, diferencial trasero autoblocante LSD de serie, entre otros extras que lo hacían un verdadero todoterreno de lujo, incluso con equipamiento superior al de sus rivales más directos de Mitsubishi y Toyota.
Todas las versiones traían de serie la dirección asistida, embrague hidráulico, y las versiones estándar luneta térmica trasera, lavaluneta trasera, reloj digital, tapizados completos en las puertas, etc.
Posteriormente y a partir de 1992, se reeditó la versión tope de equipamiento y se comercializó la versión "TOP LINE II" con pocos cambios generales, si bien se introdujeron nuevos colores metalizados para las carrocerías y nuevo conjunto de adhesivos en los laterales de la carrocería con el distintivo "TOP LINE II", las llantas de 15 pulgadas y neumáticos anchos eran de serie, se equipo con una nueva tapicería interior en velour (asientos, paneles de puertas y tapizados), se modificó la calandra principal ( la zona superior se pintó del mismo color de la carrocería), al conjunto indicador de pendiente se le incluyó un altímetro adicional y algunos motores RD28T ya se dotaron con válvula de gases de escape "EGR".
Esta versión de lujo se mantuvo en producción hasta 1994, dónde ya nunca más se volvió a producir un Patrol 260 con equipamiento TOP LINE, ya que la producción se limitó a las versiones industriales o Merca con equipamiento básico, y con aire acondicionado como extra hasta el final de su producción en España en 2001.
A nivel mecánico, y a partir de 1994, la veterana pero efectiva mecánica de 4 cilindros (A4.28II y A4.28T) fue sustituida por la moderna y robusta mecánica TD27T de 4 cilindros turboalimentada (sin intercooler) de 100 cv de potencia a finales de 1998, también montada en los Nissan Terrano I y II. Ambas mecánicas de 4 cilindros convivieron hasta el final de la producción del Patrol 260 con los motores RD28 de 6 cilindros y bajo pedido con los RD28T turboalimentados.

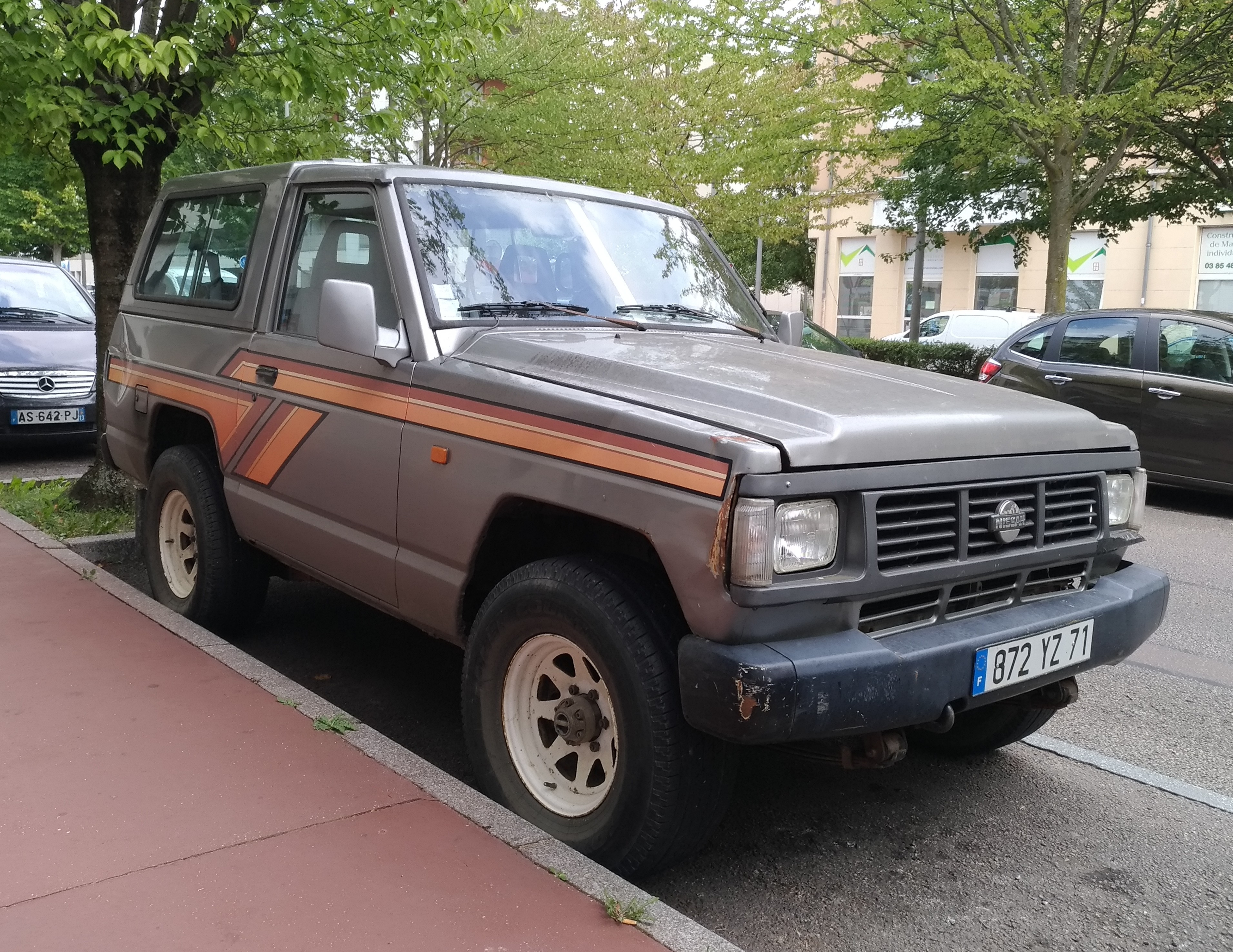
Nissan Patrol 260
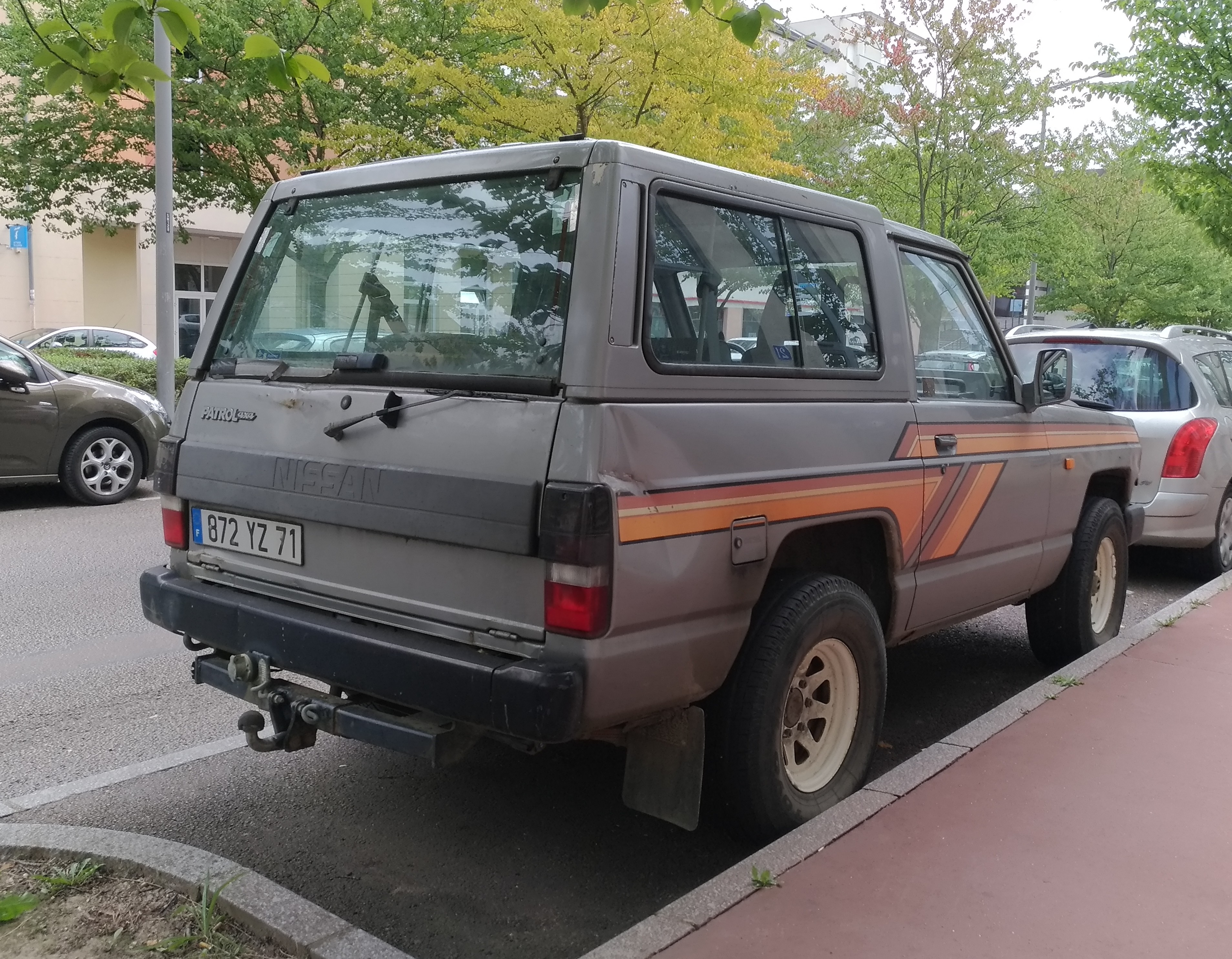
Nissan Patrol 260
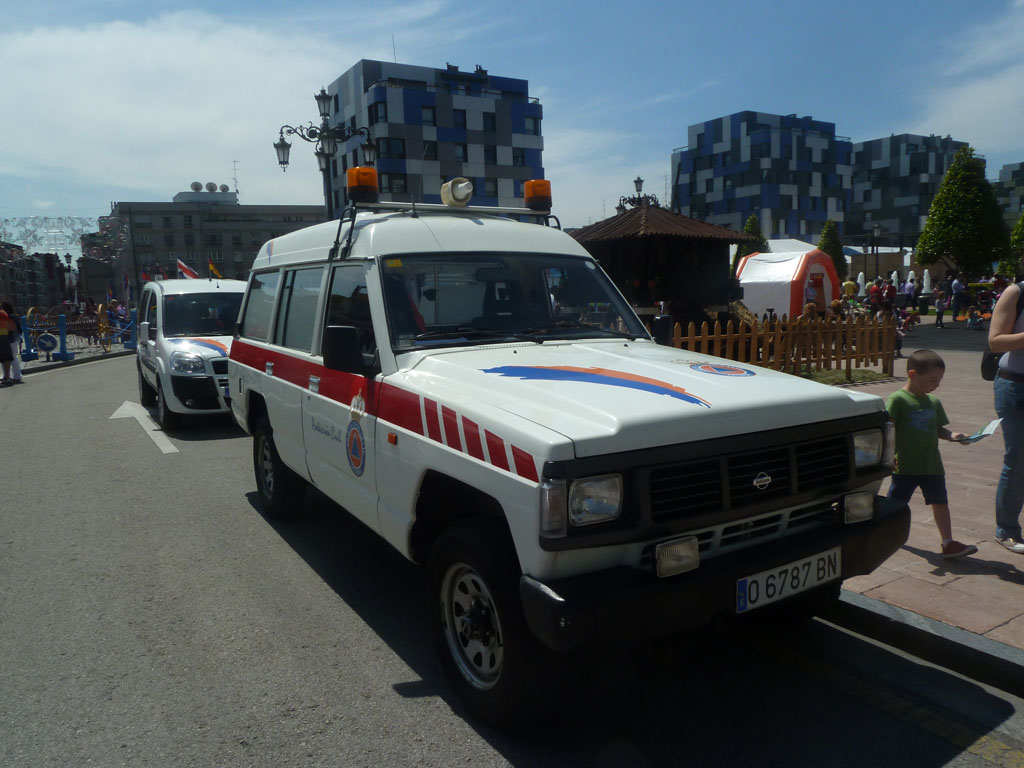
Nissan Patrol 260 de Protección Civil
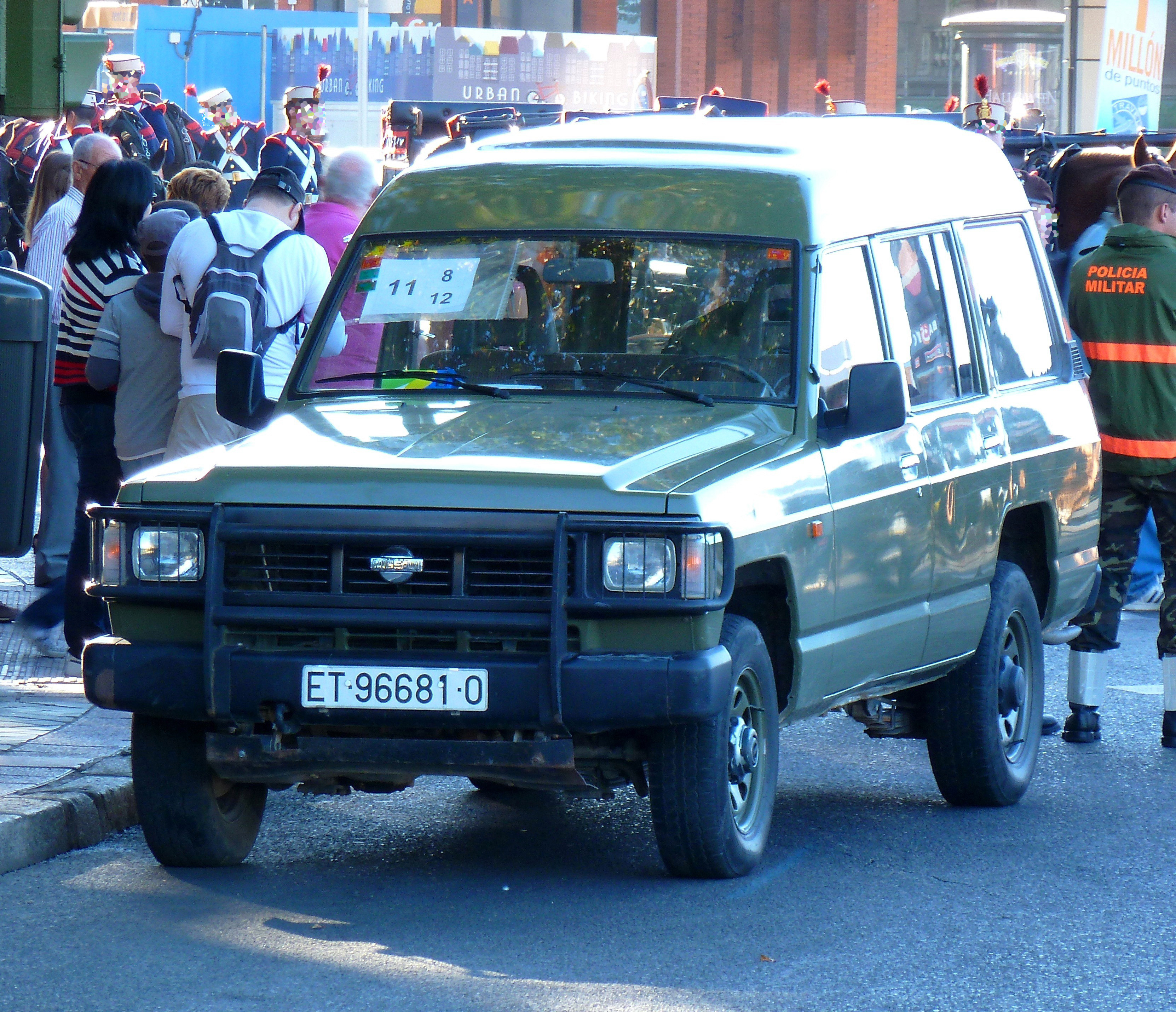
Nissan Patrol 260 largo militar
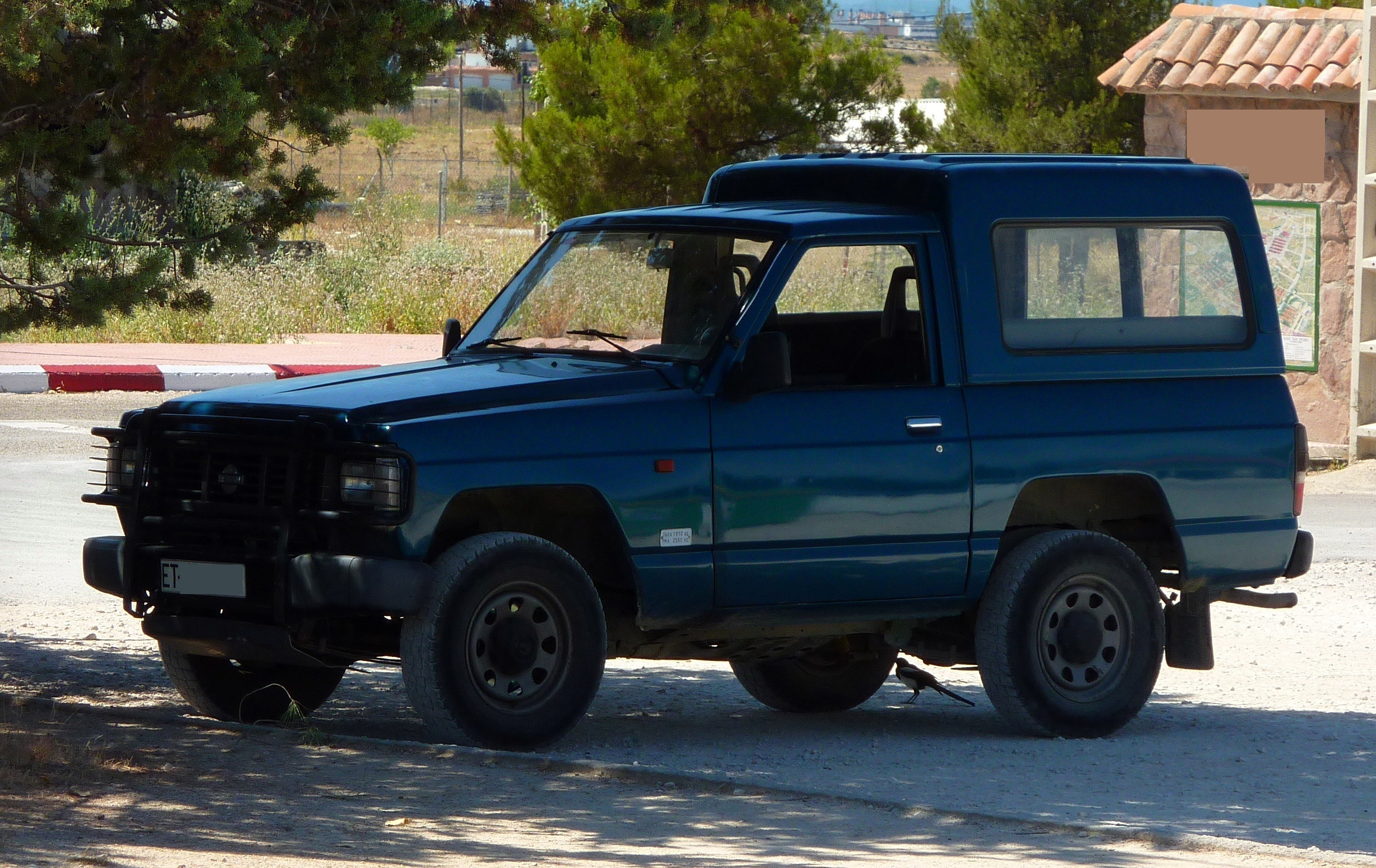
Nissan Patrol 260 corto militar

#### Motorizaciones
|                                | Motores de gasolina      | Motores diésel        | Motores diésel        | Motores diésel        | Motores diésel                  | Motores diésel | Motores diésel | Motores diésel | Motores diésel |
|                                | 3.0                      | 2.8 D                 | 2.8 TD                | 2.8 D 6 cilindros     | 2.8 TD 6 cilindros              |                |                |                |                |
| ------------------------------ | ------------------------ | --------------------- | --------------------- | --------------------- | ------------------------------- | -------------- | -------------- | -------------- | -------------- |
| Periodo                        | 1990-1991                | 1990-1994             | 1990-1994             | 1990-1994             | 1990-1994                       |                |                |                |                |
| Identificación del motor       | Nissan RB30S             | Ebro A4.28II          | Ebro A4.28T           | Nissan RD28           | Nissan RD28T                    |                |                |                |                |
| Tipo de motor                  | L6 12v SOHC, carburación | L4 8v OHV             | L4 8v OHV, turbo      | L6 12v SOHC           | L6 12v SOHC, turbo, intercooler |                |                |                |                |
| Diámetro x carrera             | 86.0 mm × 85.0 mm        | 94.0 mm × 101.6 mm    | 94.0 mm × 101.6 mm    | 85.0 mm × 83.0 mm     | 85.0 mm × 83.0 mm               |                |                |                |                |
| Cilindrada                     | 2962 cm³                 | 2821 cm³              | 2821 cm³              | 2826 cm³              | 2826 cm³                        |                |                |                |                |
| Relación de compresión         | 9.0: 1                   | 21.0: 1               | 21.0: 1               | 21.2: 1               | 21.2: 1                         |                |                |                |                |
| Potencia máxima: CV (kW) @ rpm | 136 CV (100 kW) @ 4800   | 84 CV (63 kW)         | 95 CV (71 kW)         | 93 CV (68 kW) @ 4600  | 115 CV (85 kW) @ 4400           |                |                |                |                |
| Par máximo: Nm @ rpm           | 226 Nm @ 3000            | -                     | -                     | 170 Nm @ 2000         | 239 Nm @ 2400                   |                |                |                |                |
| Tracción                       | Total                    | Total                 | Total                 | Total                 | Total                           | Total          | Total          | Total          |                |
| Transmisión                    | Manual, 5 velocidades    | Manual, 5 velocidades | Manual, 5 velocidades | Manual, 5 velocidades | Manual, 5 velocidades           |                |                |                |                |
| Peso                           | 1905 kg                  | -                     | -                     | 1985 kg               | 1995 kg                         |                |                |                |                |
| Velocidad máxima               | 164 km/h                 | -                     | -                     | 135 km/h              | 145 km/h                        |                |                |                |                |
| Consumo combinado (L/100 km)   | 15.2                     | -                     | -                     | 12.4                  | 13.0                            |                |                |                |                |

## Cuarta generación (Y60; 1987-1997)
El Patrol GR Y60 es la cuarta generación del Nissan Patrol. Esta generación aumenta su anchura 30cm más respecto a su predecesor por lo que para diferenciarlo del estilo de la anterior generación se le añadió al nombre el acrónimo GR (Gran Raid).

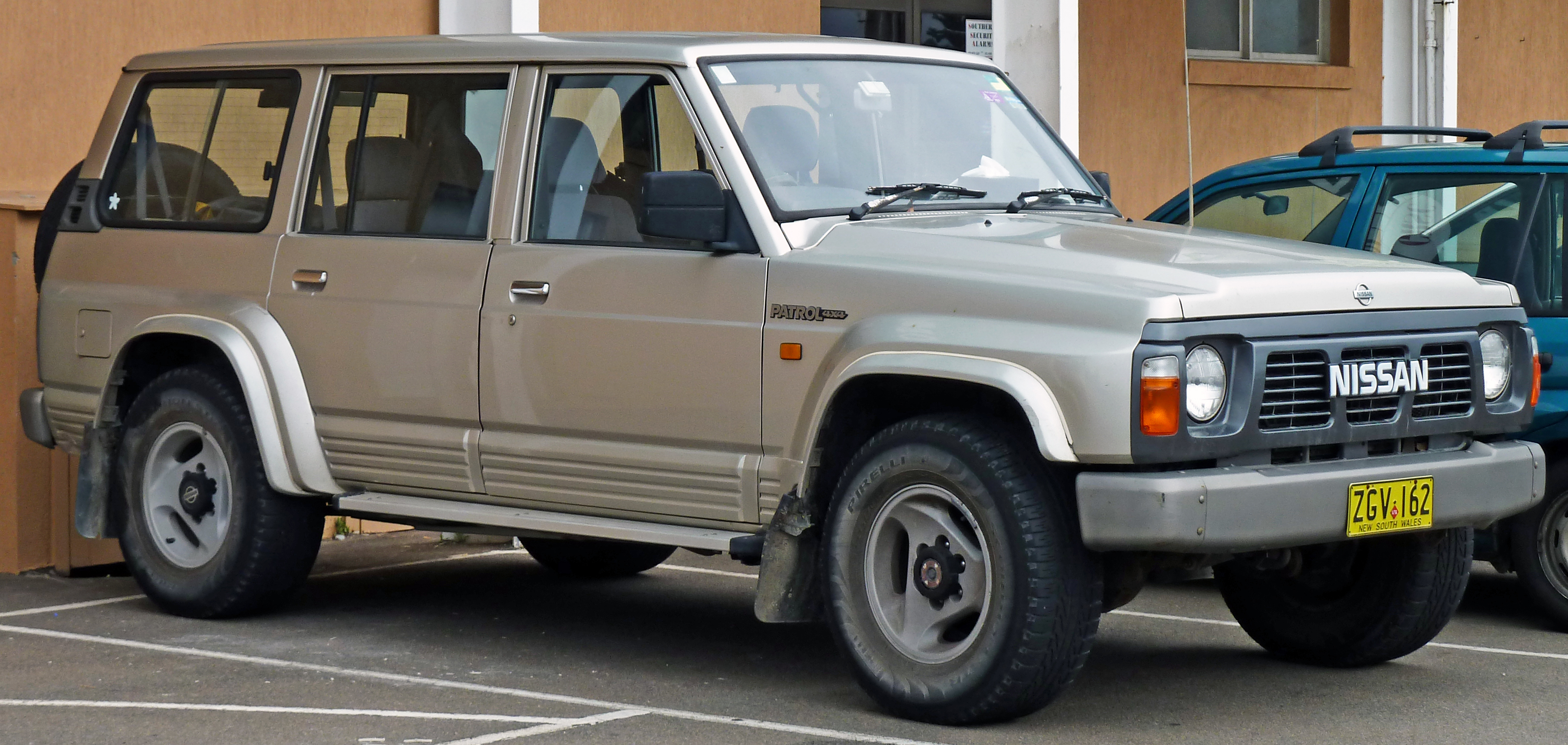
Patrol GR Y60 5 puertas
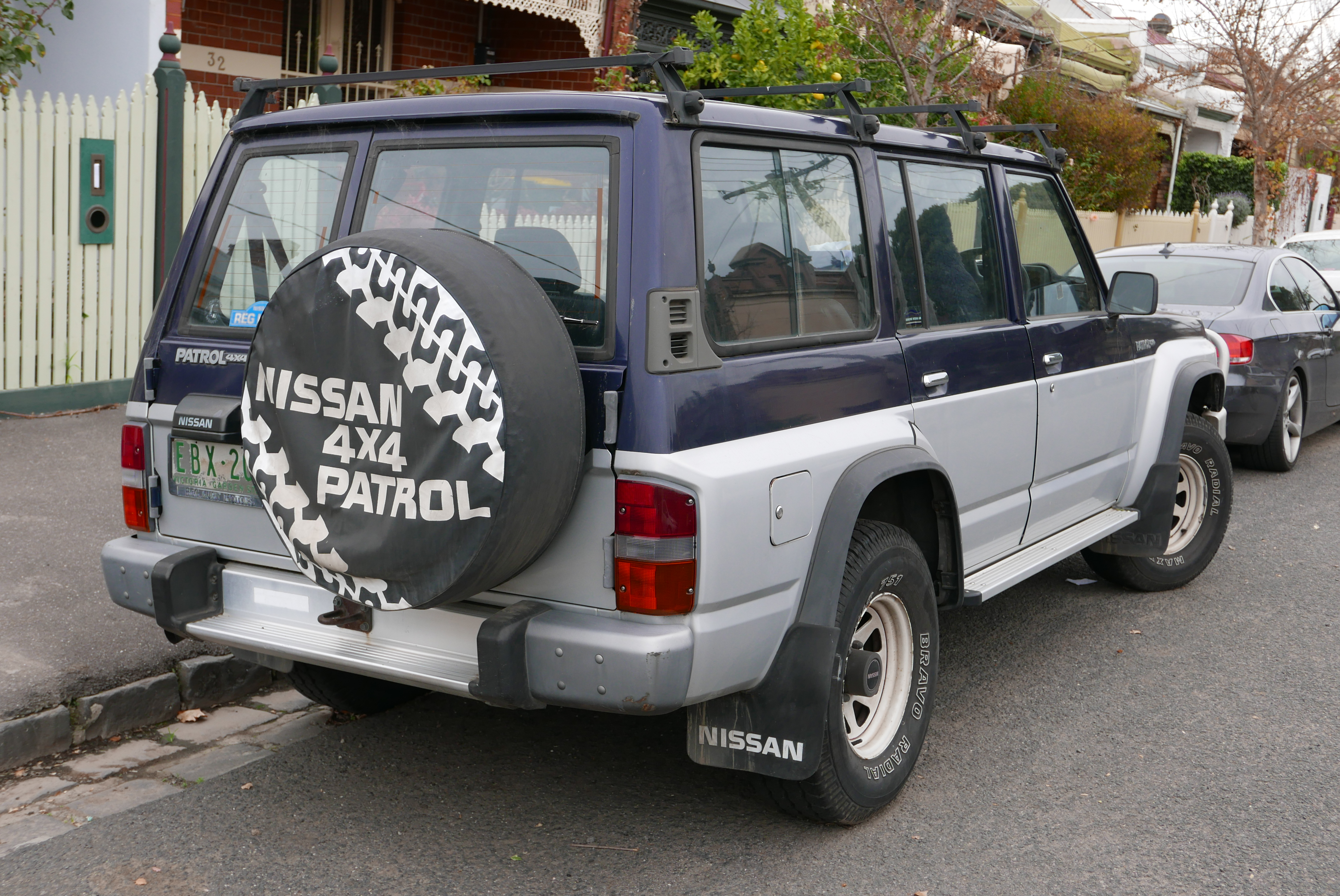
Patrol GR Y60 5 puertas
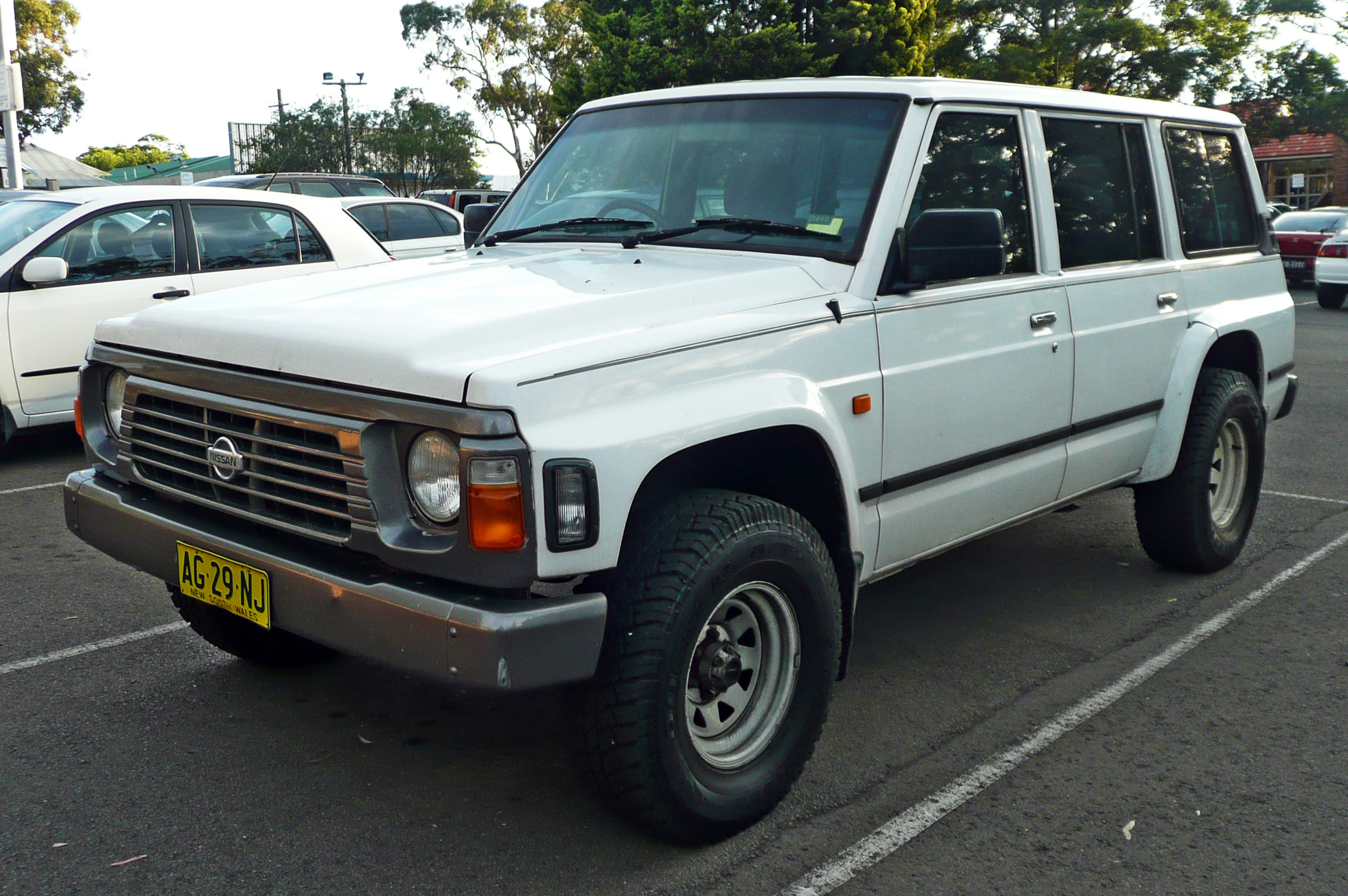
Patrol GR Y60 restyling
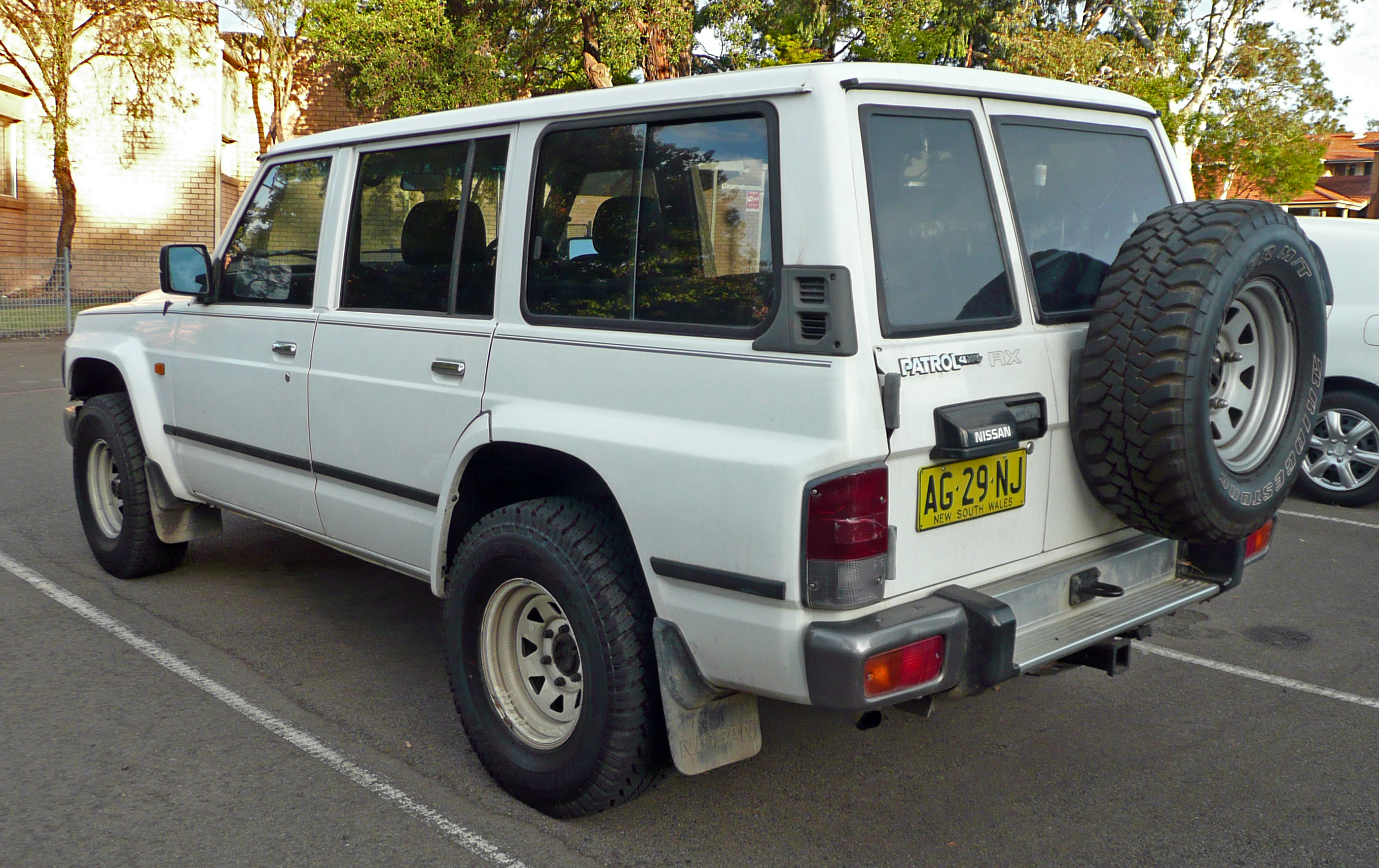
Patrol GR Y60 restyling

### Motorizaciones
|                                | Motores de gasolina                             | Motores diésel                  | Motores diésel        | Motores diésel | Motores diésel | Motores diésel | Motores diésel | Motores diésel | Motores diésel |
|                                | 4.2                                             | 2.8 TD                          | 4.2 D                 |                |                |                |                |                |                |
| ------------------------------ | ----------------------------------------------- | ------------------------------- | --------------------- | -------------- | -------------- | -------------- | -------------- | -------------- | -------------- |
| Periodo                        | 1992-1995                                       | 1988-1997                       | 1992-1995             |                |                |                |                |                |                |
| Identificación del motor       | TB42E                                           | RD28T                           | TD42                  |                |                |                |                |                |                |
| Tipo de motor                  | L6 12v OHV                                      | L6 12v SOHC, turbo, intercooler | L6 12v OHV            |                |                |                |                |                |                |
| Diámetro x carrera             | 96.0 mm × 96.0 mm                               | 85.0 mm × 83.0 mm               | 96.0 mm × 96.0 mm     |                |                |                |                |                |                |
| Cilindrada                     | 4169 cm³                                        | 2825 cm³                        | 4169 cm³              |                |                |                |                |                |                |
| Relación de compresión         | 8.5: 1                                          | 21.2: 1                         | 22.7: 1               |                |                |                |                |                |                |
| Potencia máxima: CV (kW) @ rpm | 170 CV (125 kW) @ 4000                          | 115 CV (84.5 kW) @ 4400         | 125 CV (91 kW) @ 4000 |                |                |                |                |                |                |
| Par máximo: Nm @ rpm           | 320 Nm @ 3200                                   | 235 Nm @ 2400                   | 273 Nm @ 2000         |                |                |                |                |                |                |
| Tracción                       | Total                                           | Total                           | Total                 | Total          | Total          | Total          | Total          | Total          |                |
| Transmisión                    | Manual, 5 velocidades Automática, 4 velocidades | Manual, 5 velocidades           | Manual, 5 velocidades |                |                |                |                |                |                |
| Peso                           | 2120 kg                                         | 1835-1885 kg                    | 2070-2230 kg          |                |                |                |                |                |                |
| Velocidad máxima               | 170 km/h                                        | 150 km/h                        | 140-145 km/h          |                |                |                |                |                |                |
| Consumo combinado (L/100 km)   | 16.6                                            | 11.6-12.0                       | 11.8                  |                |                |                |                |                |                |

## Quinta generación (Y61; 1998–2010)
El Patrol GR Y61 apareció por primera vez en 1997, disponible en 4.5 L de gasolina, 4.8 L de gasolina y 2,8 L turbo diésel, 3.0 L turbo diésel, diésel 4.2 L, 4.2 L turbo diésel, 4.2 L turbo diésel intercooler variantes.
Parte de la cadena cinemática se cambió en este modelo. CV más grande, más Syncros en las cajas de cambios manuales. Las carcasas diff se ampliaron a caer en línea con la nueva forma de su cuerpo, pero los centros diff sigue siendo el mismo (H233 y H260). Algunos de los carros de gasolina recibieron una versión de la bobina del H260 diff sin embargo.
Los niveles de confort también se incrementaron más de GQ, sobre todo en las zonas de estar y de NVH.
En el año 2004 un modelo de cirugía estética significativa fue lanzado, con nuevos faros, luces de bengala de caja en cada guardia, y las luces traseras más grandes. Ese mismo año, Nissan dejó de vender el Safari en Japón debido a las malas ventas. Nissan también hace una versión pickup de dos puertas de la serie Y61 disponible como chasis cabina y con una bandeja lateral estilo en algunos mercados. A pesar de un nuevo modelo se ha puesto en marcha, esta serie Y61 todavía va a vender para los amantes del off-road, pero solo con algunas opciones como un ajuste básico.
Su motor TB48DE es muy famoso y popular entre los sintonizadores de los Emiratos Árabes Unidos, donde podría ser fácilmente modificado y actualizado a los niveles en los que podría vencer a algunos coches de lujo producidos por Lamborghini, Ferrari, Nissan y otros fabricantes de supercars. En una ocasión, un motor TB48DE fue totalmente modificado y fue capaz de llegar a más de 2.000 cv (1.491 kW) de las colinas de arena desafíos.

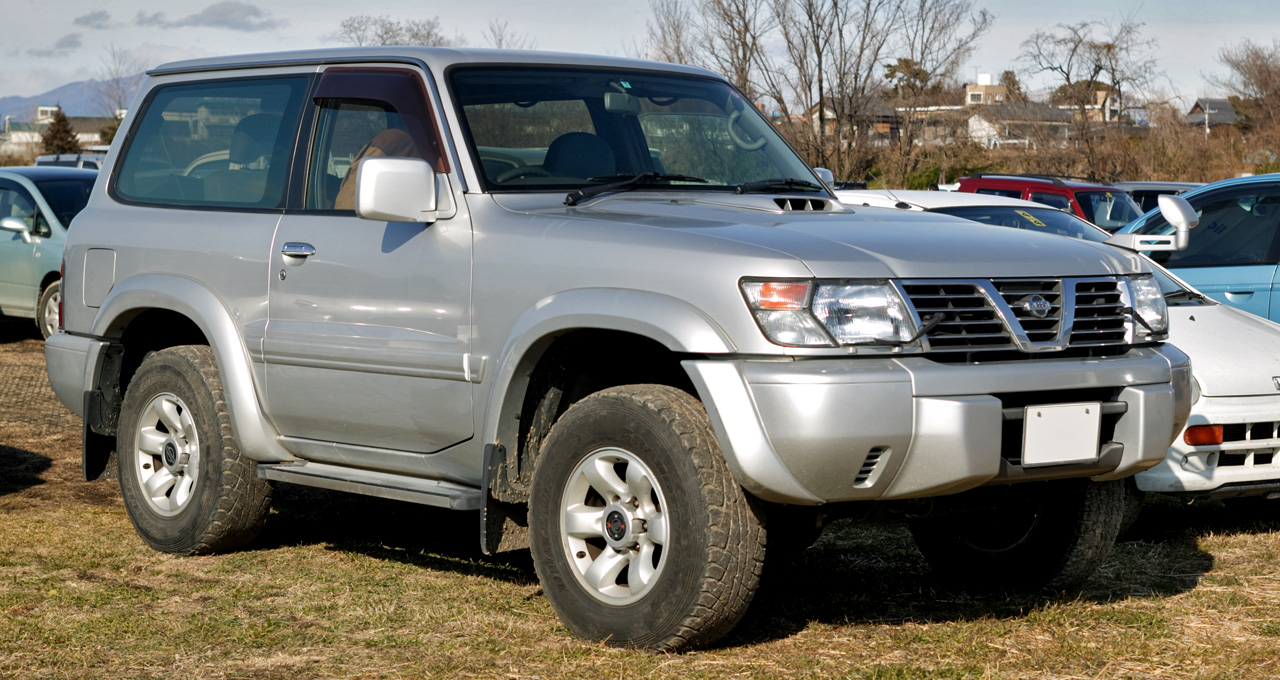
Patrol GR Y61 versión corta
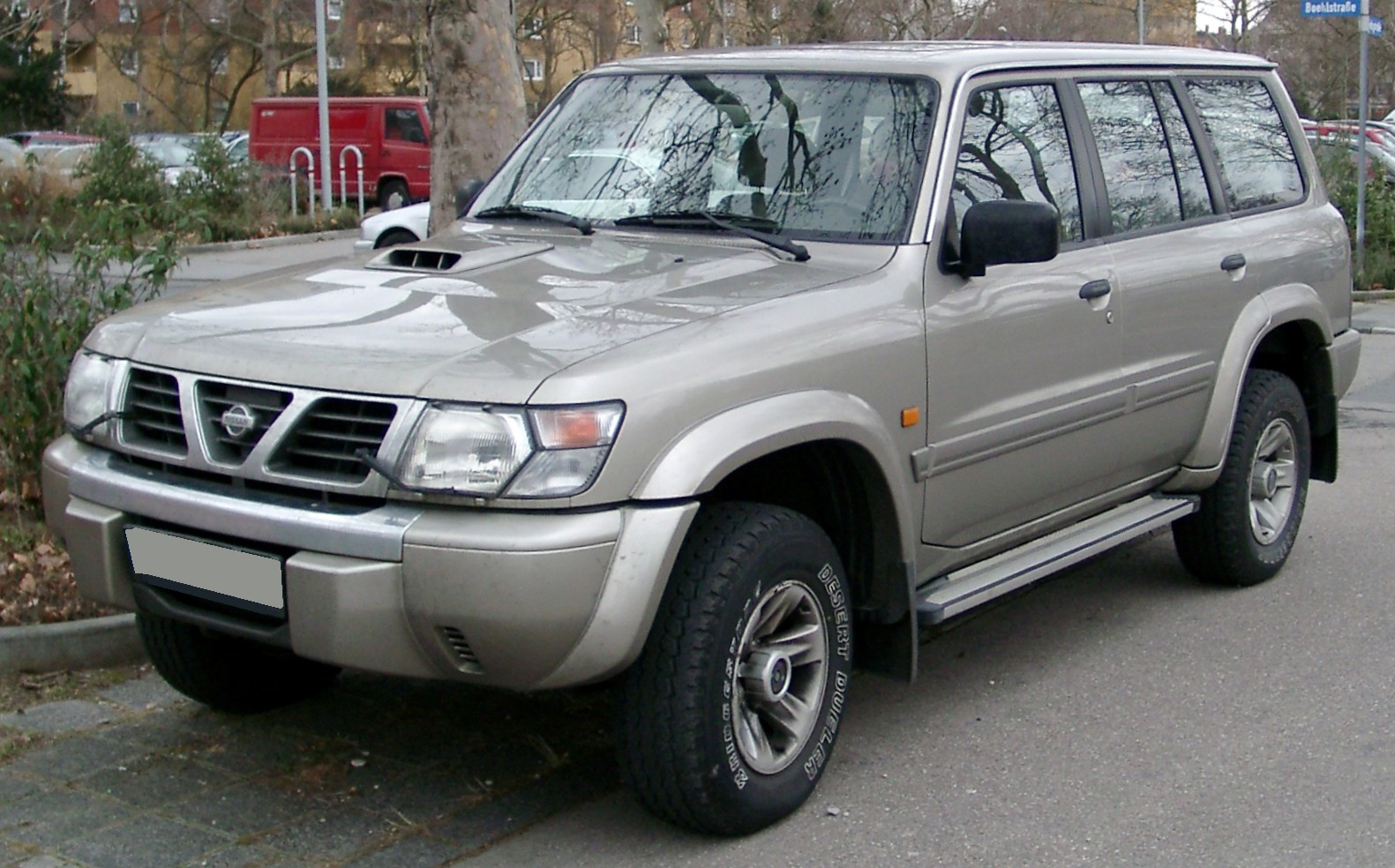
Patrol GR Y61 versión larga
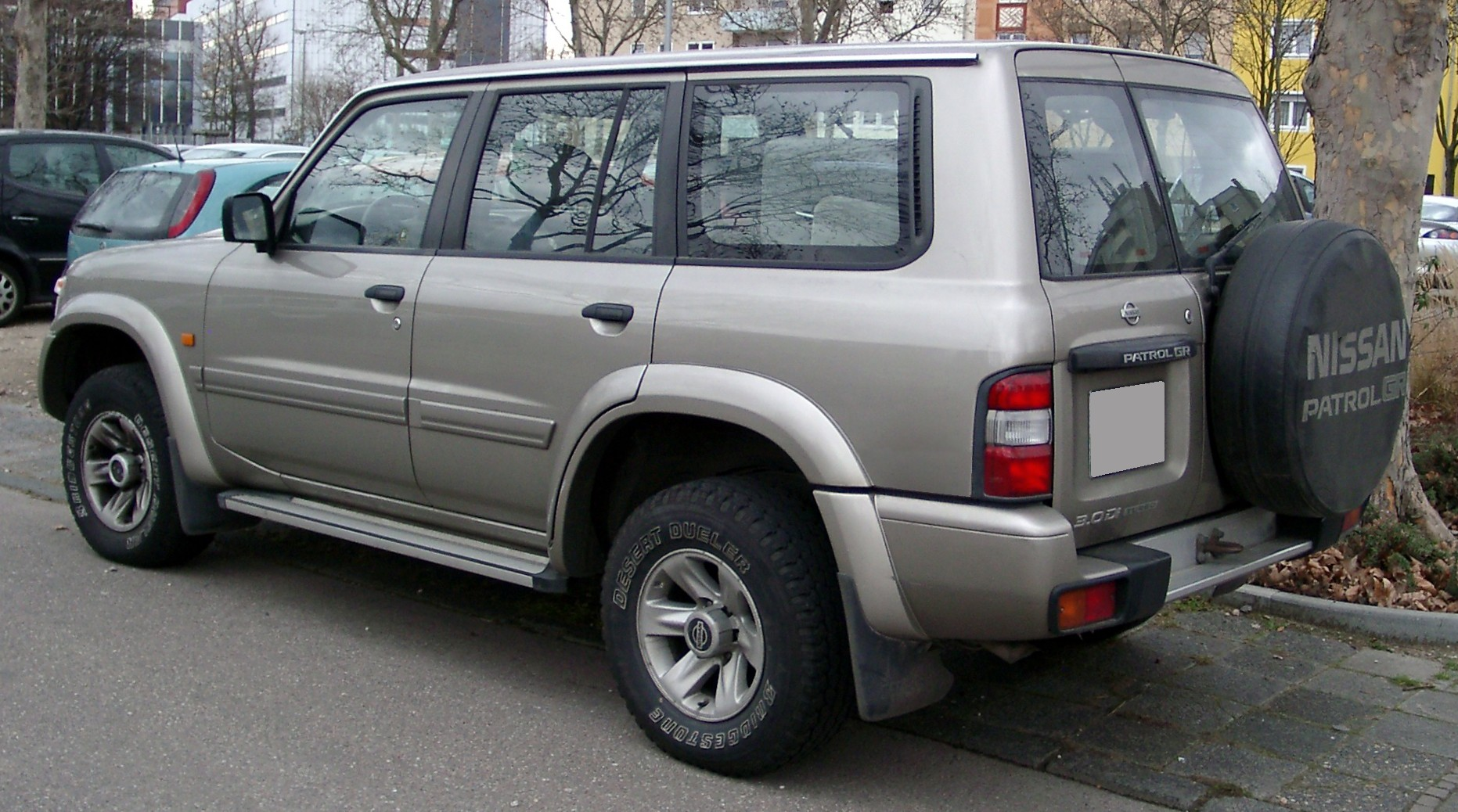
Patrol GR Y61 versión larga
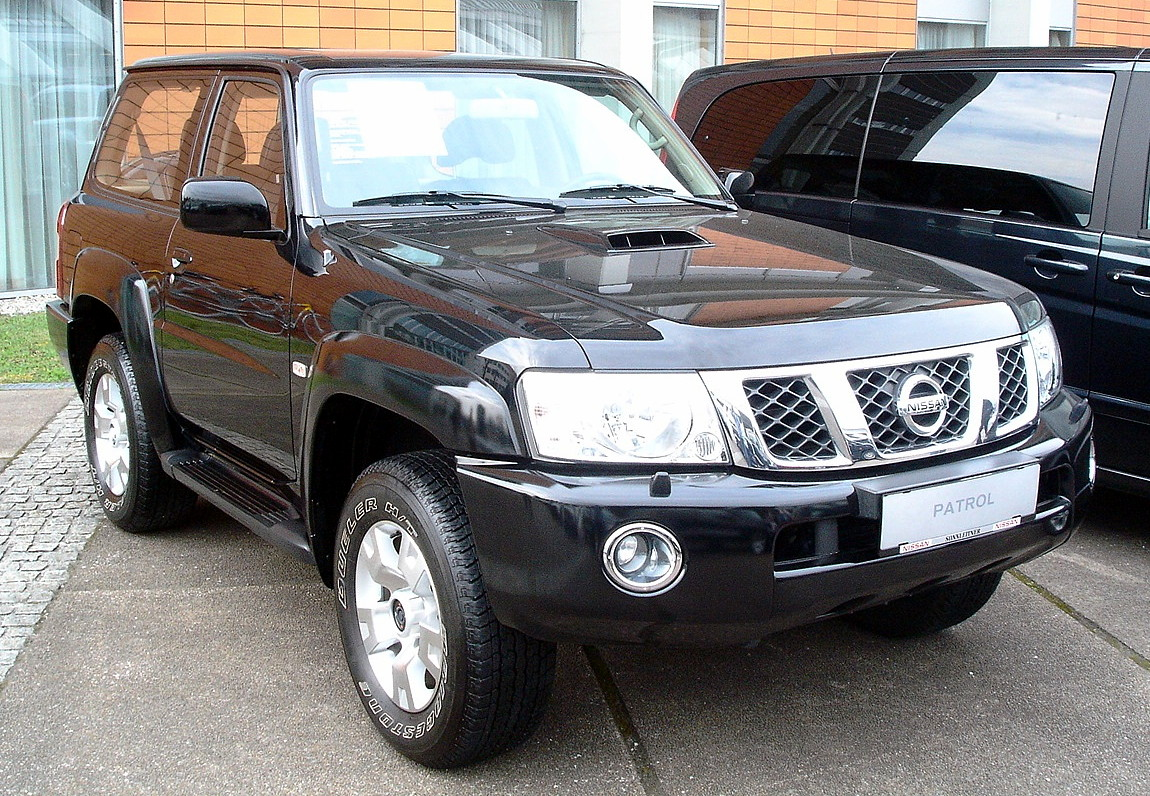
Patrol GR Y61 Restyling

### Motorizaciones
|                                | Motores diésel                  | Motores diésel                                     | Motores diésel                                     | Motores diésel | Motores diésel | Motores diésel | Motores diésel | Motores diésel |
|                                | 2.8 TD                          | 3.0 Di                                             | 3.0 Di                                             |                |                |                |                |                |
| ------------------------------ | ------------------------------- | -------------------------------------------------- | -------------------------------------------------- | -------------- | -------------- | -------------- | -------------- | -------------- |
| Periodo                        | 1998-2000                       | 2000-2004                                          | 2004-2010                                          |                |                |                |                |                |
| Identificación del motor       | RD28ETi                         | ZD30DDTI                                           | ZD30DDTI                                           |                |                |                |                |                |
| Tipo de motor                  | L6 12v SOHC, turbo, intercooler | L4 16v DOHC, inyección directa, turbo, intercooler | L4 16v DOHC, inyección directa, turbo, intercooler |                |                |                |                |                |
| Diámetro x carrera             | 85.0 mm × 83.0 mm               | 96.0 mm × 102.0 mm                                 | 96.0 mm × 102.0 mm                                 |                |                |                |                |                |
| Cilindrada                     | 2825 cm³                        | 2953 cm³                                           | 2953 cm³                                           |                |                |                |                |                |
| Relación de compresión         | 21.9: 1                         | 17.9: 1                                            | 17.9: 1                                            |                |                |                |                |                |
| Potencia máxima: CV (kW) @ rpm | 130 CV (95.5 kW) @ 4000         | 158 CV (116 kW) @ 3600                             | 160 CV (118 kW) @ 3600                             |                |                |                |                |                |
| Par máximo: Nm @ rpm           | 252 Nm @ 2000                   | 354 Nm @ 2000                                      | 380 Nm @ 2000                                      |                |                |                |                |                |
| Tracción                       | Total                           | Total                                              | Total                                              | Total          | Total          | Total          | Total          | Total          |
| Transmisión                    | Manual, 5 velocidades           | Manual, 5 velocidades Automática, 4 velocidades    | Manual, 5 velocidades Automática, 4 velocidades    |                |                |                |                |                |
| Peso                           | 2070-2190 kg                    | 2200-2335 kg                                       | 2200-2335 kg                                       |                |                |                |                |                |
| Aceleración (0-100 km/h)       | 17.5-18.4 s                     | 15.0-15-4 s                                        | 14.8-14-6 s                                        |                |                |                |                |                |
| Velocidad máxima               | 155 km/h                        | 160 km/h                                           | 160 km/h                                           |                |                |                |                |                |
| Consumo combinado (L/100 km)   | 11.8                            | 10.8                                               | 10.8                                               |                |                |                |                |                |

## Sexta generación (Y62, 2010-2024)

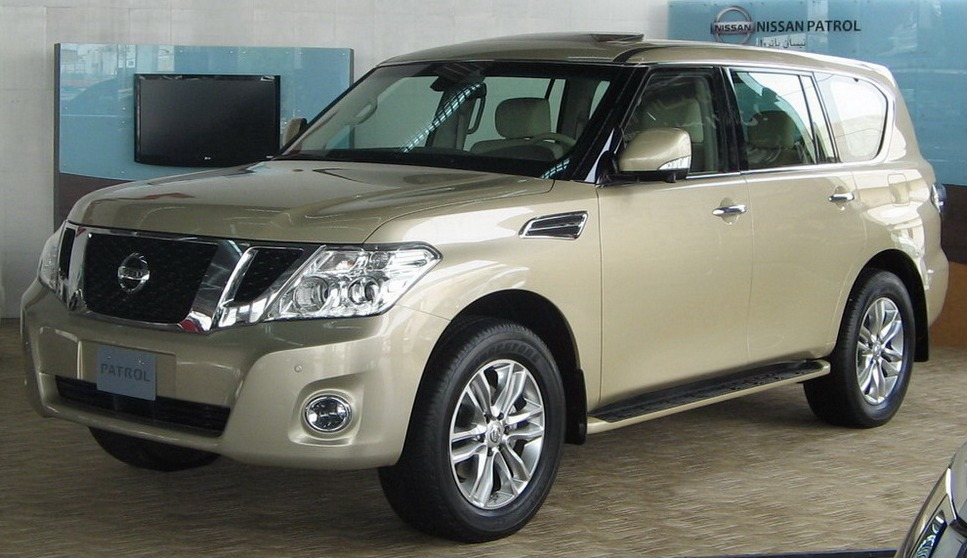
Nissan Patrol Y62

El nuevo Nissan Patrol se lanzó al mercado Americano, Asiático y Africano el 13 de febrero de 2010.Tiene una versión de lujo que se vende como Infiniti QX56.
El Nissan Patrol 2010 es alimentado por VK56VD (5,6 litros) V8 con 400 caballos de fuerza (298 kW) y 560 N · m (410 ft · lbf), con características tales como "VVEL" Evento de válvulas variable y Ascensor y "DIG" gasolina inyección directa , y asociado a una caja automática de siete velocidades. Un paquete de modo 4 × 4 variable permite cambiar entre cuatro modos de conducción: arena, en la carretera, roca y nieve, con el simple accionamiento de un interruptor. Y un sistema de "Hydraulic Body Motion Control System" está disponible. También se dispone de un diferencial electrónico de bloqueo trasero, arranque en pendiente y control de descenso de pendientes, así como la advertencia de salida de carril, frenado automático y control de estabilidad. La versión Infiniti lanzó en Estados Unidos en 2010.
Este modelo no se vende en Europa Occidental, debido a las emisiones de CO2, peso y consumos.